# Xã Montgomery, Quận Marion, Ohio
Xã Montgomery (tiếng Anh: Montgomery Township) là một xã thuộc quận Marion, tiểu bang Ohio, Hoa Kỳ. Năm 2010, dân số của xã này là 2.330 người.